# Springville (Alabama)
Springville es una ciudad ubicada en el condado de St. Clair en el estado estadounidense de Alabama. En el censo de 2000, su población era de 2521.

## Demografía
En el 2000 la renta per cápita promedia del hogar era de $ 43.397$, y el ingreso promedio para una familia era de 53.859$. El ingreso per cápita para la localidad era de 20.518$. Los hombres tenían un ingreso per cápita de 35.977$ contra 25.542$ para las mujeres.

## Geografía
Springville está situado en 33°46′8″N 86°28′16″O / 33.76889, -86.47111 (33.768950, -86.471037)
Según la Oficina del Censo de los EE. UU., la ciudad tiene un área total de 6.42 millas cuadradas (16.63 km²).